# Arundanus marginellus
Arundanus marginellus är en insektsart som beskrevs av Delong 1935. Arundanus marginellus ingår i släktet Arundanus och familjen dvärgstritar. Inga underarter finns listade i Catalogue of Life.